# Mathias Le Turnier
Mathias Le Turnier (Audenja, Gironda, 14 de març de 1995) és un ciclista francès. Professional des de 2017, actualment milita al Cofidis.

## Palmarès
- 2016
  - 1r al Tour de Mareuil-Verteillac-Ribérac

### Resultats a la Volta a Espanya
- 2018. 110è de la classificació general

### Resultats al Giro d'Itàlia
- 2020. 80è de la classificació general